# داميان مارتينيز
داميان مارتينيز (بالإسبانية: Damián Martínez)‏ هو لاعب كرة قدم أرجنتيني في مركز الهجوم، ولد في 20 يونيو 1990 في الأرجنتين. لعب مع Club Atlético Villa San Carlos ‏.

## وصلات خارجية
- داميان مارتينيز على موقع Soccerway.com (الإنجليزية)